# Liste der Baudenkmale in Goslar - Hoher Weg
In der Liste der Baudenkmale in Goslar - Hoher Weg sind alle Baudenkmale in der Straße Hoher Weg der niedersächsischen Gemeinde Goslar aufgelistet. Die Quelle der Baudenkmale ist der Denkmalatlas Niedersachsen. Der Stand der Liste ist der 2. Oktober 2022.

## Allgemein
In den Spalten befinden sich folgende Informationen:
- Lage: die Adresse des Baudenkmales und die geographischen Koordinaten. Kartenansicht, um Koordinaten zu setzen. In der Kartenansicht sind Baudenkmale ohne Koordinaten mit einem roten Marker dargestellt und können in der Karte gesetzt werden. Baudenkmale ohne Bild sind mit einem blauen Marker gekennzeichnet, Baudenkmale mit Bild mit einem grünen Marker.
- Bezeichnung: Bezeichnung des Baudenkmales
- Beschreibung: die Beschreibung des Baudenkmales. Unter § 3 Abs. 2 NDSchG werden Einzeldenkmale und unter § 3 Abs. 3 NDSchG Gruppen baulicher Anlagen und deren Bestandteile ausgewiesen.
- ID: die Objekt-ID des Baudenkmales
- Bild: ein Bild des Baudenkmales, ggf. zusätzlich mit einem Link zu weiteren Fotos des Baudenkmals im Medienarchiv Wikimedia Commons. Wenn man auf das Kamerasymbol klickt, können Fotos zu Baudenkmalen aus dieser Liste hochgeladen werden:

Zurück zur Hauptliste
| Lage                                       | Bezeichnung                  | Beschreibung | ID       | Bild           |
| ------------------------------------------ | ---------------------------- | --- | -------- | -------------- |
| Hoher Weg 51° 54′ 17″ N, 10° 25′ 40″ O     | Straßenraum                  | | 36627011 | Weitere Bilder |
| Hoher Weg 1 51° 54′ 19″ N, 10° 25′ 38″ O   | Haus „Brusttuch“             | Als Wohnhaus zwischen 1521 und 1526 für den Goslarer Patrizier Johannes Thiling. Dreigeschossiges Gebäude, Erd- und 1. OG in Massivbauweise, 2. OG in Fachwerkbauweise. Eckhaus auf spitzwinkligem, sich nach Norden verfüngenden Grundstück. Satteldach in Schieferdeckung, dessen Dachneigung infolge des sich verjüngenden Grundstücks nach Norden hin steiler wird. Im Sockelbereich nordseitig zweigeschossige Diele mit hohen Fensteröffnungen, südseitig zweigeschossiger Wohnteil; Fensteröffnungen mit kielbogigen Bedachungen und Blendfialen. Oberstock leicht vorkragend, mit figürlichen Schnitzereien im Bereich der Brüstungszone, Ständern und Knaggen nach Vorlagen von Hans Burgkmair, ausgeführt von Bildschnitzer Simon Stappen (Braunschweig), nordwestlich mit Fachwerkerker mit aufwendigen Schnitzereien. Bauzeitliche Fachwerkfarbigkeit mit mehreren historistischen Fassungen in grünlichen und braunen Holztönen rekonstruiert. 1870/71 zu einem Hotel umgenutzt.    | 36527867 | Weitere Bilder |
| Hoher Weg 3 51° 54′ 19″ N, 10° 25′ 39″ O   | Wohn-/ Geschäftshaus         | Dreigeschossiger Massivbau mit Satteldach, Mittelrisalit mit Zwerchhaus, traufständig. Fassade verputzt, durchlaufende Gesimsband über dem EG, äußere Fensterachsen durch Lisenen risalitartig gestaltet und mit Dreiecksgiebeln überfangen. | 36603979 |                |
| Hoher Weg 4 51° 54′ 18″ N, 10° 25′ 39″ O   | Wohn-/ Geschäftshaus         | Dreigeschossiger Fachwerkbau mit Satteldach in Schieferdeckung, traufständig. Fassade fachwerksichtig, Erdgeschoss mit Schaufensterfront von 1910, an der rechten Seite Tordurchfahrt mit Inschrift „1620“; Obergeschosse (um 1750 verändert) mit regelmäßiger Gefacheinteilung, Brüstungsgefache im 1. OG mit rautenförmigen Buckelstreben. Geschossweise vorkragende Erker über der Tordurchfahrt, darüber Zwerchhaus mit Schweifgiebel. | 36604007 |                |
| Hoher Weg 4 51° 54′ 18″ N, 10° 25′ 38″ O   | Wirtschaftsgebäude           | Zweigeschossiger Fachwerkbau mit Satteldach in Ziegeldeckung, zweiflügelige Gebäudeanlage. Fassade fachwerksichtig, auf Mauerwerkssockel in Bruchsteinmauerwerk. | 36590071 |                |
| Hoher Weg 5 51° 54′ 17″ N, 10° 25′ 40″ O   | Wohnhaus                     | Dreigeschossiger Fachwerkbau mit Satteldach, traufständig, mit rückwärtigem Hinterhof. Fachwerksichtige Fassade, EG stark verändert und mit Putzfassade sowie Eingangstür in Rokoko-Formen, Brüstungsgefache in den OGs mit regelmäßigen Fußstreben, im 2. Oberstock ehemalige Ladeluke im 9. Gefach von links. Balkenköpfe mit Birnstabprofil, am Dachvorsprung horizontal profilierte Knaggen und schräge Windbretter. Fassade zur Hofseite in Massivbauweise mit sichtbarem Bruchsteinmauerwerk. | 36527899 |                |
| Hoher Weg 5 51° 54′ 17″ N, 10° 25′ 39″ O   | Hof                          | | 36569120 | BW             |
| Hoher Weg 5a 51° 54′ 17″ N, 10° 25′ 38″ O  | Wirtschaftsgebäude           | Zweigeschossiges Gebäude mit Walmdach in Ziegeldeckung, zweiflügelige Gebäudeanlage. Fassade zur Hofseite fachwerksichtig, zur Westseite am Stoben in Massivbauweise, mauerwerkssichtig. | 36579759 |                |
| Hoher Weg 5 51° 54′ 17″ N, 10° 25′ 39″ O   | Brunnengarten                | | 36566050 |                |
| Hoher Weg 51° 54′ 16″ N, 10° 25′ 39″ O     | Ufermauern                   | | 36596406 |                |
| Hoher Weg 5 51° 54′ 16″ N, 10° 25′ 40″ O   | Königsbrücke                 | Straßenbrücke über die Abzucht, erstmals um 1160 urkundlich erwähnt. Bogenbrücke in Natursteinmauerwerk, östliche Brüstung erhalten; an der Westseite erneuert, mit Eisengeländer. | 36560098 |                |
| Hoher Weg 7 51° 54′ 16″ N, 10° 25′ 40″ O   | Spital Großes Heiliges Kreuz | Hospital Großes Heiliges Kreuz, gegründet 1254 als Pilgerherberge und Bürgerspital, im frühen 16. Jh. hofseitig ergänzt um einen Küchentrakt; die Gebäudeteile umfassen einen Innenhof mit Kopfsteinpflaster. Zweigeschossiger Massivbau mit Satteldach in Schieferdeckung. Ursprungsbau am Hohen Weg um 1230 als Kemenate errichtet und ab 1254 als Kapelle des Spitals umgebaut, ergänzt ab 1254 durch einen giebelständig zum Hohen Weg stehenden Neubau entlang der Abzucht, Küchentrakt als Fachwerkbau in Ständerweise. Außenfassaden mit zahlreichen gotischen Baudetails, rundbogige Tordurchfahrt im Bauteil der Kemenate, spitzbogige Toröffnung mit mehrfach gestuftem Portal im Giebel zum Hohen Weg, mehrere gekuppelte Kleeblattbogenfenster. Kapelle für den Heiligen Johannes den Täufer mit bemalten Decken, Unterzügen, Stielen, Kopfbändern und geputzten Feldern, 1657 Einbau einer bemalten Holzwand im Durchgang zur Kapelle. Pfründnerstuben in der Halle 1669 eingebaut. | 36595453 | Weitere Bilder |
| Hoher Weg 7a 51° 54′ 15″ N, 10° 25′ 38″ O  | Stall                        | Eingeschossiger Fachwerkbau mit Satteldach in Ziegeldeckung, traufständig; ehemaliges Stallgebäude des Hospitals Großes Heiliges Kreuz. Fachwerksichtige Fassade mit regelmäßiger Gefacheinteilung, Brust- und Sturzbalkenriegel. | 38602069 |                |
| Hoher Weg 8 51° 54′ 14″ N, 10° 25′ 40″ O   | Wohnhaus                     | Eingeschossiger Fachwerkbau mit Krüppelwalmdach in Schieferdeckung und mittigem Zwerchhaus, traufständig mit seitlichem Bauwich. Fachwerksichtige Fassade mit regelmäßiger Gefacheinteilung und schmalen Zwischengefachen, im Zwerchhaus sternförmiges Fenster mit Allianzwappen sowie ein Band umschlungener Inschrift: „Anno 1773“. Hofseitige Fassade mit Schiefer verkleidet. | 36527931 |                |
| Hoher Weg 9 51° 54′ 14″ N, 10° 25′ 39″ O   | Amtsgericht                  | Amtsgericht, erbaut 1911–13 nach Entwürfen des Städtischen Hochbauamts. Zweigeschossiger Massivbau mit Satteldach in Schieferdeckung, frei stehender L-förmiger Baukörper mit rückwärtigem Gebäudeflügel, Straßenfassade gegliedert in einen zurückgesetzten traufständigen sowie einen vorspringenden giebelständigen Teil. Fassaden verputzt, Fensteröffnungen im giebelständigen Bauteil im OG gekuppelt und mit Vorhangbögen, übrige Fensteröffnungen als Hochformate; Gebäudesockel in rustiziertem Mauerwerk. | 36566073 | Weitere Bilder |
| Hoher Weg 10 51° 54′ 15″ N, 10° 25′ 36″ O  | Gefängnisgebäude             | Dreigeschossiger Massivbau mit Satteldach in Schieferdeckung, frei stehend. Fassade verputzt. | 36566105 | BW             |
| Hoher Weg 10 51° 54′ 15″ N, 10° 25′ 37″ O  | Wohnhaus                     | Eingeschossiger Massivbau mit Krüppelwalmdach in Schieferdeckung, angebaut an die Stirnseite des zugehörigen Gefängnisbaus. Fassade verputzt. | 36509642 | BW             |
| Hoher Weg 11 51° 54′ 13″ N, 10° 25′ 38″ O  | Wohn-/ Geschäftshaus         | Eingeschossiger Fachwerkbau mit Krüppelwalmdach in Schieferdeckung und mittigem Zwerchhaus, traufständiges Eckhaus. Fassade mit Schiefer verkleidet, Nordfassade im Erdgeschoss in Bruchsteinmauerwerk, Dachgeschoss fachwerksichtig. Ehemalige Däle 1920 zur Gaststätte umgebaut. Im Wohnteil sind Fragmente einer gotischen Kemenate verbaut, Kemenatenraum mit Kreuzgewölbe und rundbogiger Eingangstür. | 36527961 |                |
| Hoher Weg 12 51° 54′ 13″ N, 10° 25′ 41″ O  | Wohn-/ Gasthaus              | | 36590046 |                |
| Hoher Weg 12 51° 54′ 13″ N, 10° 25′ 42″ O  | Zwischenbau                  | | 40212294 |                |
| Hoher Weg 12 51° 54′ 13″ N, 10° 25′ 42″ O  | Nebengebäude                 | | 36578340 |                |
| Hoher Weg 13 51° 54′ 13″ N, 10° 25′ 41″ O  | Wohnhaus                     | | 36528020 |                |
| Hoher Weg 13 51° 54′ 13″ N, 10° 25′ 42″ O  | Nebengebäude                 | | 36576240 | BW             |
| Hoher Weg 14 51° 54′ 14″ N, 10° 25′ 41″ O  | Wohn-/ Geschäftshaus         | | 36528048 |                |
| Hoher Weg 14 51° 54′ 14″ N, 10° 25′ 41″ O  | Hinterhaus                   | | 36576264 | BW             |
| Hoher Weg 14a 51° 54′ 14″ N, 10° 25′ 41″ O | Wohn-/ Geschäftshaus         | | 36528077 |                |
| Hoher Weg 14a 51° 54′ 14″ N, 10° 25′ 42″ O | Hinterhaus                   | | 36588780 | BW             |
| Hoher Weg 15 51° 54′ 15″ N, 10° 25′ 41″ O  | Wohnhaus                     | | 36528105 |                |
| Hoher Weg 15 51° 54′ 15″ N, 10° 25′ 41″ O  | Nebengebäude                 | | 40213394 | BW             |
| Hoher Weg 16 51° 54′ 15″ N, 10° 25′ 41″ O  | Wohnhaus                     | | 36528160 |                |
| Hoher Weg 16 51° 54′ 15″ N, 10° 25′ 41″ O  | Anbau                        | | 40214261 | BW             |
| Hoher Weg 18 51° 54′ 16″ N, 10° 25′ 41″ O  | Wohn-/ Geschäftshaus         | | 36528194 |                |
| Hoher Weg 19 51° 54′ 16″ N, 10° 25′ 41″ O  | Deutschordenshaus            | | 36528222 |                |
| Hoher Weg 19 51° 54′ 16″ N, 10° 25′ 41″ O  | Hinterhaus                   | | 40214618 | BW             |
| Hoher Weg 20 51° 54′ 17″ N, 10° 25′ 41″ O  | ehem. Knabenmittelschule     | | 36591908 |                |
| Hoher Weg 21 51° 54′ 17″ N, 10° 25′ 43″ O  | Turnhalle                    | | 40383372 | BW             |
| Hoher Weg 22 51° 54′ 18″ N, 10° 25′ 40″ O  | Wohn-/ Geschäftshaus         | | 36604039 |                |